# Anson Morrill
Anson Peaslee Morrill, född 10 juni 1803 i Belgrade, Massachusetts (i nuvarande Maine), död 4 juli 1887 i Augusta, Maine, var en amerikansk republikansk politiker. Han var Maines guvernör 1855–1856 och ledamot av USA:s representanthus 1861–1863. Han var bror till Lot M. Morrill.
Morrill var verksam som lärare i New Brunswick och sedan som affärsman i Maine. Mellan 1825 och 1841 tjänstgjorde han som postmästare i Dearborn i Maine. År 1855 tillträdde han som guvernör efter att det jämna guvernörsvalet avgjordes i delstatens lagstiftande församling. Året därpå efterträddes han som guvernör av Samuel Wells. I kongressvalet 1860 blev Morrill invald i USA:s representanthus. Två år senare ställde han inte upp för omval.
Morrill avled på självständighetsdagen år 1887 och gravsattes på Forest Grove Cemetery i Augusta.